# 1660
Năm 1660 (số La Mã: MDCLX) là một năm nhuận bắt đầu từ ngày thứ năm (xem liên kết cho lịch) của lịch Gregory (hay một năm nhuận bắt đầu vào Chủ Nhật của lịch Julius chậm hơn 10 ngày).

## Sự kiện

### Tháng 5
- 10 tháng 5: Chiến dịch Hạ Môn tại Phúc Kiến.

### Tháng 9
- Trịnh Căn đánh bại Nguyễn Hữu Tiến chiếm Lận Sơn.

### Tháng 11
- Trịnh Căn thu hồi 7 huyện tại Nghệ An từ tay chúa Nguyễn.

## Sinh
- Veronica Giuliani